# Mei Bo
Mei Bo (xinès: 梅伯; Pinyin: Méi Bó) va ser un oficial militar de la Dinastia Shang que fou mort per Rei Zhou de Shang. També és un personatge destacat dins de la novel·la xinesa Fengshen Yanyi.

## Argument en la ficció
En el Fengshen Yanyi, Mei Bo és cèlebre com el primer ministre del mateix Rei Zhou; per tant Mei Bo és un funcionari de molt alt rang en la dinastia Shang.
Després que Mei Bo vegés que l'astròleg reial sortia, sent escortat pels guàrdies per la porta del migdia, Mei Bo va interrogar a Du i després va córrer ràpidament per parlar amb el rei. Assistit pel primer ministre Shang Rong, Mei Bo va obtenir la possibilitat de parlar amb el rei ignorant. Mei Bo parlà amb el rei sobre el càstig injust i la mort de Du, que va ser un astròleg lleial al servei del regne durant tres generacions. Mei Bo va recriminar el rei que hagués executat la majoria d’oficials lleials sense una causa justa, i que això era com si es tragués una part del seu propi cos. El rei va ignorar les paraules de Mei Bo i el va condemnar a morir.
La concubina preferida del rei, Daji, li va dir al rei Zhou que seria més adequat cremar-lo viu en una gran torradora. Quan la màquina es va acabar de construir, tenia vint metres d'alçada amb tres nivells de foc amb carbons vermells; i dues rodes grans per moure-la. Abans que Mei Bo fos introduït al seu interior, va preguntar quin delicte havia comès. "Em temo que el regnat del magnífic Shang Tang acabarà per la vostra estupidesa i crueltat!", va dir.
Així, el pobre Mei Bo es va despullar de tota la roba i es va introduir immediatament a la màquina de tortura. Els seus crits van omplir de terror als oficials, marcant la mort d'un dels més lleials a Shang.
Mei Bo va ser nomenat pòstumament el déu estrella Tiande (天德星).